# Brian Johnston
Brian Johnston, född 1932, död 2013, var en brittisk litteraturforskare, särskilt känd för sina verk om den norska dramatikern Henrik Ibsen (1828-1906), inklusive hans tre inflytelserika böcker The Ibsen Cycle (1975, reviderad 1992), To the Third Empire: Ibsens Early Plays (1980) och Text and Supertext in Ibsen’s Drama (1988).
En nyckel till att förstå Brian Johnstons läsningar av Ibsen är hans betoning av den tyske filosofen GWF Hegel (1770-1831), särskilt Andens fenomenologi  (1807), som påverkan på Ibsens samtidsdrama (se till exempel inledningen till The Ibsen Cycle, sidorna 1-23).
I sin tolkning av Bygmester Solness (1892), i The Ibsen Cycle, hävdar Johnston att Ibsen kan ha gynnats av Viktor Rydbergs stora religionskomparativa verk, Undersökningar i germanisk mythologi (1886-1889), när han skrev dramat.